# Michał Węgrzyn
Michał Węgrzyn (ur. 22 kwietnia 1978 w Nowym Sączu) – polski reżyser i operator filmowy. 

## Życiorys
W latach 1999–2002 studiował filmoznawstwo na Uniwersytecie Jagiellońskim w Krakowie. Jest absolwentem Wydziału Realizacji Obrazu filmowego, telewizyjnego i fotografii na PWSFTViT w Łodzi. Na początku drogi artystycznej realizował filmy dokumentalne. Etiuda dokumentalna pt. Zaszumiał, Powiał (2003) z pierwszego roku w łódzkiej filmówce zdobyła nagrody na festiwalach filmowych. Sequel pt. Pojechał, Zobaczył (2008) został wyróżniony główną nagrodą na MFF LATO FILMÓW w kategorii film studencki. Od dokumentu pt. Zaszumiał, Powiał, przy artystycznych projektach współpracuje z młodszym bratem Wojciechem Węgrzynem, twórcą etiud dokumentalnych, jak Choroba sieroca czy Życie jest gdzie indziej.
Michał Węgrzyn zyskał szerszą popularność dzięki filmowi Proceder, opowiadającemu o życiu rapera Tomasza Chady. W 2021 roku wyreżyserował biograficzny film Gierek, przedstawiający życie Edwarda Gierka.

## Filmografia
- 2003 – Zaszumiał, Powiał – reżyseria, produkcja, etiuda szkolna, PWSFTviT dok. 20 min
- 2004 – Zaśpiewał, Pomruczał – reżyseria, etiuda szkolna, dok. PWSFTviT 20min
- 2005 – Mafia Paliwowa 1 i 2 – zdjęcia, film dok. Produkcja TVN 60 min.
- 2006 – Szkoła jakiej nie znacie – zdjęcia, film dok. Produkcja TVN, 5 odc.
- 2007 – Pojechał, Zobaczył – reżyseria, zdjęcia, dyplom, film dok., PWSFTviT 55 min.
- 2007 – Wybór – zdjęcia, film dyp. Tomka Bargieła, PWSFTviT 10 min.
- 2008 – Przyjechał, wystąpił – zdjęcia, etiuda fab., reż J. Klecel, PWSFTviT, 7 min.
- 2008 – Brzydula – operator kamery, serial fabularny, Produkcja TVN
- 2009 – Kawaleria – reżyser, autor zdjęć, scenarzysta, 1–12 odc., Produkcja TVN
- 2009 – Janek in filmschool – reżyser, scenarzysta, producent, etiuda fabularna, PWSFTviT
- 2009 – Majka – operator kamery, serial fabularny, Produkcja TVN
- 2009 – 60/09 – zdjęcia, spektakl, Tr. Wytwórnia – premiera 29.09.09
- 2009 – Zawód Turysta – operator obrazu, reż. W. Klimala, film dok.
- 2010 – 9 dołek – reżyseria, film dok.
- 2010 – 400 hektarów – reżyseria, film dok.
- 2010 – Dziewczyna z podwórka – zdjęcia, reż. W. Klimala, etiuda fab. WSF
- 2010 – Thekingdom behind curtain – zdjęcia, produkcja, reż. W. Klimala, film dok. 60 min., Kanada
- 2019 – Proceder – film biograficzny
- 2021 – Gierek – film biograficzny
- 2021 – Blef doskonały – film komediowy
- 2022 – Krime Story. Love Story – film gangsterski
- 2024 – Jak ukradłem 100 milionów – film komediowy
- 2024 – Słony karmel – film obyczajowy

## Nagrody
- 2003 – MFF Jutro Filmu – Grand Prix za film Zaszumiał, powiał
- 2003 – MFF KRAKFA – wyróżnienie za film Zaszumiał, powiał
- 2003 – MFF Lato Filmów w Kazimierzu Dolnym – I nagroda za film dok. za film Zaszumiał, powiał
- 2004 – MFF K.A.N. – Nagroda publiczności za film Zaszumiał, powiał
- 2004 – MFF K.A.N. – I nagroda za film dok. za film Zaszumiał, powiał
- 2008 – Lato Filmów w Warszawie – I nagroda za film dok. za film Pojechał, Zobaczył
- 2008 – FPFF Gdynia – oficjalna selekcja premiera filmu Pojechał, Zobaczył
- 2010 – FPFF Gdynia – oficjalna selekcja, premiery filmów 9 dołek i 400 hektarów
- 2010 – PFF TORONTO – nagroda im. Michała Maryniarczyka za film 400 hektarów

### Antynagroda
2024 – „Blef doskonały” Michała Węgrzyna został zdobywcą Węży 2024 – polskich odpowiedników Złotych Malin (za najgorszy film i reżyserię).